# Frederic Gomes Cassidy
Frederic Gomes Cassidy (Kingston, Jamaica, 10 de outubro de 1907 —  Madison, Wisconsin, 14 de junho de 2000) foi um linguista e lexicógrafo estadunidense.
Era uma autoridade em língua popular Americana; editou o Dicionário de Inglês Americano Regional.